# Sucka Free
Sucka Free è il secondo mixtape della rapper trinidadiana Nicki Minaj, pubblicato il 12 aprile 2008 dall'etichetta discografica di Lil Wayne Young Money Entertainment. Il mixtape presenta le collaborazioni di Lil Wayne, Gucci Mane, Jadakiss, Lil' Kim e Ransom.

## Performance commerciale
Il mixtape debuttò alla 95ª posizione della Billboard nella Top R&B/Hip-Hop Albums, rendendolo così l'unico mixtape della Minaj a entrare in una classifica.

## Tracce
1. President Carter Speaks (feat. Lil Wayne) – 1:09
2. Sunshine (feat. Lil Wayne) – 3:18
3. Set It Off – 2:15
4. Brraaattt (feat. Ransom) – 2:43
5. Higher Than a Kite (feat. Lil Wayne) – 2:35
6. Grindin Freestyle – 2:20
7. Curious George – 2:02
8. Sucka Free '08 – 0:07
9. Baddest Bitch – 2:19
10. Wanna Minaj? (feat. Gucci Mane, Lil' Kim) – 3:39
11. Doin' It Well (feat. Jadakiss) – 2:23
12. Cuchi Shop – 3:11
13. Hundred Million Dollarz (feat. Lil Wayne) – 0:19
14. Young Money Ballaz (feat. Lil Wayne) – 2:38
15. Sweetest Girl – 3:04
16. Firm Biz '08 – 1:37
17. Dead Wrong – 2:46
18. Long Time Comin' (feat. Ransom) – 3:16
19. Womp Womp – 2:34
20. Who's Ya Best MC? – 2:27
21. Autobiography – 4:33
22. President Carter Signs Off – 0:16
23. Lollipop (Remix) – 5:42